# ポリマーアロイ
ポリマーアロイとは複数のポリマーを混合することで、新しい特性を持たせた高分子のことである。複数の金属から作られる合金（アロイ）になぞらえてポリマーアロイと呼ばれる。新しいエンジニアリングプラスチックを開発する重要な方法の一つである。
通常は複数のポリマーを単純に練合しても相分離してしまうので相溶化剤を用いたり、二次的にブロック重合やグラフト重合させることで生成する。あるいは一方のポリマーをクラスター状に分散させるなどして均一相にすることで生成する。後者のように物理的なプロセスでポリマーアロイを作る技術をポリマーブレンドと呼ぶ。
ABS樹脂は、AS樹脂とブタジエンゴム粒子にAS樹脂をグラフト重合させたグラフト粒子とから構成され、ポリマーアロイの代表的な成功例とされている
・共重合との違い
共重合の場合、モノマーの比率を変えるなどして特性をかえるが、ポリマーアロイはポリマーとして成立したものを混合させて新しい特性を得るものをいう。

## 代表的なポリマーアロイ
- 変性PPE - ポリフェニリン・エーテル（PPE）と　ポリスチレン（PS）
- PC/ABSアロイ - ABS樹脂と ポリカーボネート（PC）
- PBT/ABSアロイ - ABS樹脂と ポリブチレンテレフタレート（PBT）
- PA/ABSアロイ - ABS樹脂と ポリアミド（PA）
- PC/PSアロイ - ポリスチレン（PS）と ポリカーボネート（PC）